# チャウピュ空港
チャウピュ空港（チャウピュくうこう、英: Kyaukpyu Airport; ビルマ語: ကျောက်ဖြူလေဆိပ် /t͡ɕauʔpʰjù lèzeiʔ/ チャウッピュー・レーゼイッ）はミャンマー連邦共和国ヤカイン州チャウピューにある地方空港。チャウピュー空港とも表記。 (IATA: KYP, ICAO: VYKP)。

## 概要
チャウピュ空港の滑走路は長さ1,402m、幅30m。ミャンマー航空が運用するフォッカー F28フェローシップの離着陸が可能。敷地面積24.3ha。
2011年には滑走路を300m拡張。さらに2014年までに425m拡張することを計画し、用地収用を進めている。改修後、長さ2,133m、幅30m。空港敷地面積64.7haとなる。この拡張工事により中国昆明と接続する国際空港へ昇格を目指している。

## 就航路線
| 航空会社       | 就航地                           |
| -------------- | -------------------------------- |
| ミャンマー航空 | シットウェ、タンドウェ、ヤンゴン |
| バガン航空     | ヤンゴン                         |

- VYKPの空港情報 - World Aero Data (2006年10月時点のデータ)